# Asmá Niangová
Asmá Niangová (* 4. ledna 1983 Casablanca) je francouzská zápasnice–judistka, která od roku 2012 reprezentuje rodné Maroko.

## Sportovní kariéra
Narodila se v marockém Casablance do rodiny francouzského diplomata se senegalskými kořeny a Maročanky. Vyrůstala v zemích blízkého východu (Libanon, Sýrie, Kuvajt apod.). Od roku 1995 žila na předměstí Paříže v Noisy-le-Grand. Začínala jako sedmibojařka (atletika) a hrála házenou na pozici brankářky. Judogi na sebe poprvé oblékla ve svých dvaceti letech (2003) v dojo v Villiers-sur-Marne jako členka pařížského hasičského sboru. Její první instruktor Yves Abdoune jí záhy doporučil svému bratru Hamidovi do známéno judistického klubu US Créteil. Vrcholově se judu začala věnovat od roku 2008 s přestupem do klubu Levallois SC a následně do klubu Villemonble Sports, kde se připravovala pod vedením Omara Gherrama. Po francouzském mistrovství v roce 2011 jí oslovil reprezentační trenér Maroka Francouz Baptiste Leroy s možnosti reprezentovat svou rodnou zemi. Na nabídku Leroye kývla a od roku 2012 startuje pod marockou vlajkou. V roce 2016 se kvalifikovala na olympijské hry v Riu, kde vypadla v úvodním kole s domácí Marií Portelaovou.

### Vítězství
- 2014 – 1x světový pohár (Düsseldorf)
- 2015 – 1x světový pohár (Port Louis)
- 2016 – 1x světový pohár (Casablanca)
- 2017 – 1x světový pohár (Casablanca)
- 2018 – 1x světový pohár (Agadir)

## Výsledky
| Turnaj             | 2012         | 2013         | 2014         | 2015         | 2016         | 2017         | 2018         |  |
| Turnaj             | 29           | 30           | 31           | 32           | 33           | 34           | 35           |  |
| Turnaj             | střední váha | střední váha | střední váha | střední váha | střední váha | střední váha | střední váha |  |
| ------------------ | ------------ | ------------ | ------------ | ------------ | ------------ | ------------ | ------------ |  |
| Olympijské hry     | —            |              |              |              | úč.          |              |              |  |
| Mistrovství světa  |              | úč.          | úč.          | úč.          |              | 5.           | 5.           |  |
| Africké hry        |              |              |              | X            |              |              |              |  |
| Mistrovství Afriky | 3.           | 1.           | 3.           | 2.           | 1.           | 1.           | 1.           |  |